# Troglohyphantes pisidicus
Troglohyphantes pisidicus este o specie de păianjeni din genul Troglohyphantes, familia Linyphiidae, descrisă de Brignoli, 1971.
Este endemică în Turcia. Conform Catalogue of Life specia Troglohyphantes pisidicus nu are subspecii cunoscute.